# 韋奇爾奇涅
50°23′20″N 33°51′27″E / 50.38889°N 33.85750°E
韋奇爾奇涅（烏克蘭語：Вечірчине），是烏克蘭中部的村莊，隸屬波爾塔瓦州的米爾霍羅德區。該村距離奧斯尼亞吉1.5公里，始建於1628年，面積0.78平方公里，海拔高度161米，2001年人口124。